# Sameskolstyrelsen
Sameskolstyrelsen är en statlig skolmyndighet.
Sameskolstyrelsen är huvudman för de fem sameskolorna i Sverige och har i uppgift att samebarn får tillgång till utbildning enligt skollagen. Sameskolan är en skolform likvärdig med grundskolans årskurser 1-6 och är utformad och profilerad med hänsyn till samiska språk och samisk kultur. 
De fem sameskolorna finns i Karesuando, Kiruna, Gällivare, Jokkmokk och Tärnaby. Alla dessa skolor har även förskoleklass och fritidshem. 
Sameskolstyrelsen ska också främja utvecklandet av samiska undervisningsinslag i det ordinarie skolväsendet, samt stödja utveckling och produktion av läromedel för samisk undervisning. Myndigheten får efter avtal med en kommun erbjuda förskoleverksamhet som helt eller delvis bedrivs på samiska. 
Sameskolstyrelsen inrättades 1981 genom beslut i Sveriges riksdag och har ett kansli i Jokkmokk. Myndigheten leds av en nämnd på fem ledamöter, vilka utses av Sametinget och av en skolchef, vilken anställs av Sametinget på förslag av nämnden. 2017 riktade Riksrevisionen kritik mot Sameskolstyrelsen, som bedömdes inte klara av att nå uppsatta mål samt ha problem att klara de grundkrav som ställs på en svensk myndighet. Från 2018 har Sameskolstyrelsen uppnått kraven för Riksrevisionen.